# Iceberg A-68

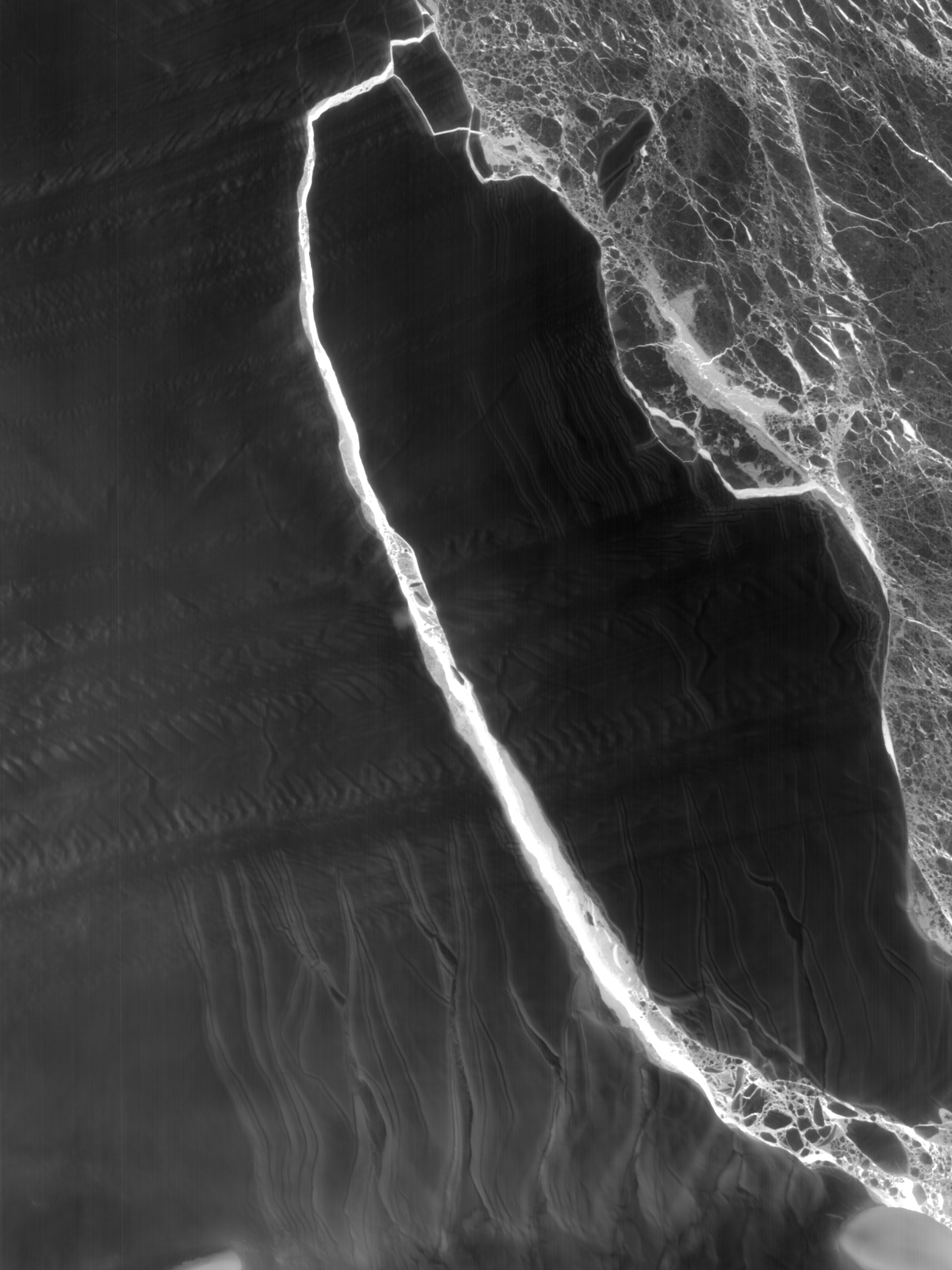
Iceberg A-68 el 20 de julio de 2017

El iceberg A-68 fue un iceberg que se creó en la plataforma de hielo Larsen C en julio de 2017. A finales de 2020 su bloque principal se encontraba en el Atlántico Sur, junto a las Georgias de Sur. El 20 de abril de 2021 se derritió por completo.
La creación del témpano A-68 fue estadísticamente convencional y no ha habido incremento en la tasa de creación de témpanos a lo largo de cinco décadas.
Con una superficie de 5 800 kilómetros cuadrados, el doble del tamaño de Luxemburgo, mayor que Delaware y con un peso de un billón de toneladas, es uno de los icebergs más grandes registrados, el más grande es el B-15 que midió 11,000 kilómetros cuadrados antes de romperse. Su creación redujo el tamaño total del estante Larsen C en un 12 por ciento.
El Centro Nacional de Hielo de los Estados Unidos asignó el nombre "A-68".

## Historia y desarrollos recientes
A-68 era parte del Larsen C, una sección de la plataforma de hielo Larsen. La comunidad científica actualmente está dividida ya sea que el parto sea el resultado del cambio climático o simplemente una ocurrencia natural. Los científicos descubrieron que el crack comenzó a formarse en noviembre de 2016, y otros sugirieron que podría haberse interrumpido hace una década. Según los científicos que observaron el camino del iceberg, A-68 "no solo se abrió paso en un tiro limpio, primero formó una red de encaje de grietas".
Las imágenes de satélite de la ESA y del Programa Copérnico de la Unión Europea muestran que el iceberg se está astillando, formando más icebergs en el proceso.

## Repercusiones
Desde que se desprendió en 2017 el iceberg ha recorrido más de 1 000 kilómetros, el 13 de diciembre de 2020 se encontraba a 255 kilómetros de distancia de la isla de San Pedro conocida como Georgia del Sur. Se cree que podría encallar en aguas pocas profundas causando la destrucción del ecosistema del fondo marino. Al 28 de diciembre de 2020 existía una distancia de 75 kilómetros entre la isla y el iceberg A-68A. Varios equipos de investigación están implementando misiones para determinar el impacto del derretimiento del agua dulce del iceberg en el entorno costero de la isla que se cree tiene mayor diversidad biología que la Islas Galápagos.

## Galería

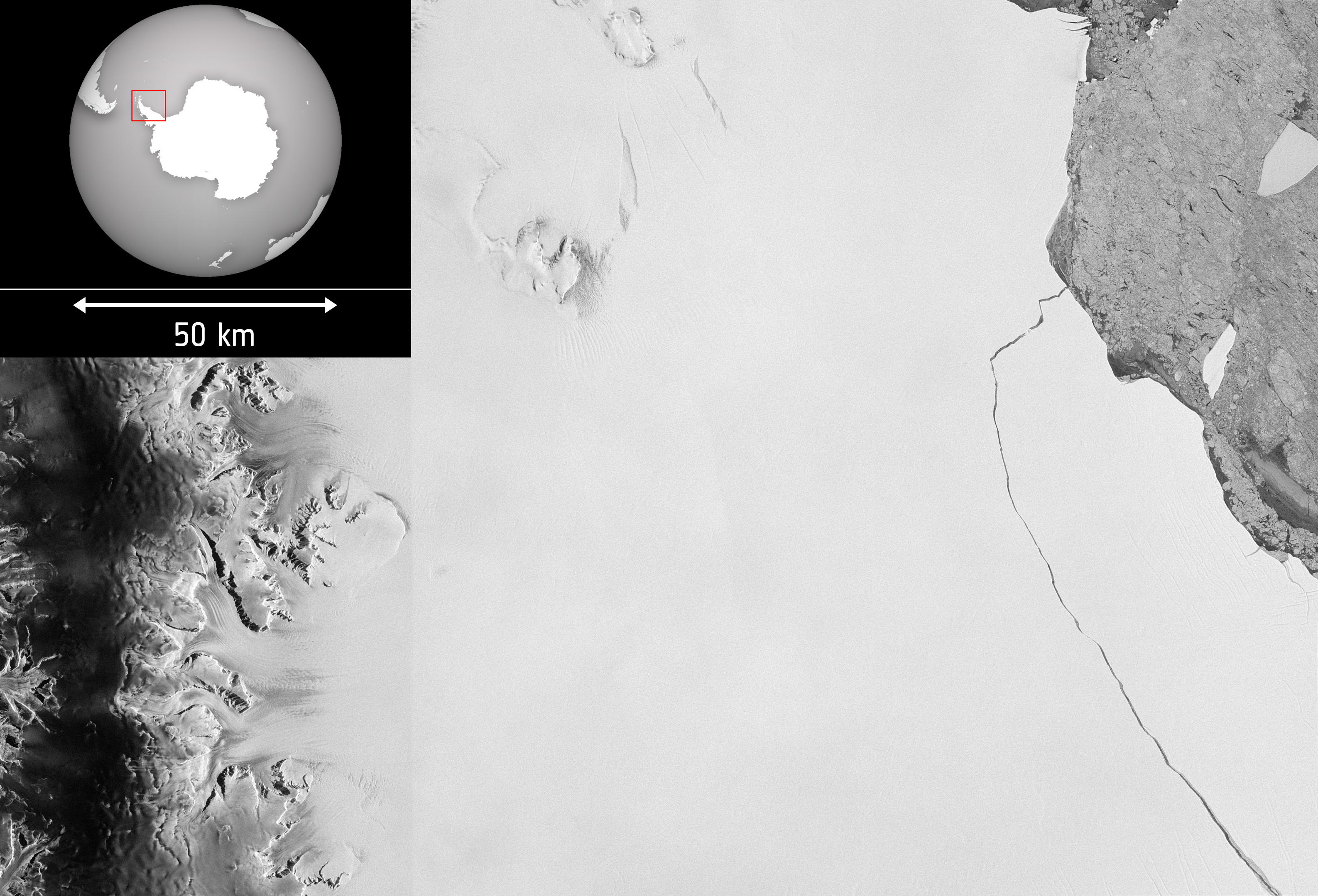
Imágenes de radar del Sentinel-1B de la ESA tomadas el 12 de julio de 2017, que muestran la pausa completa
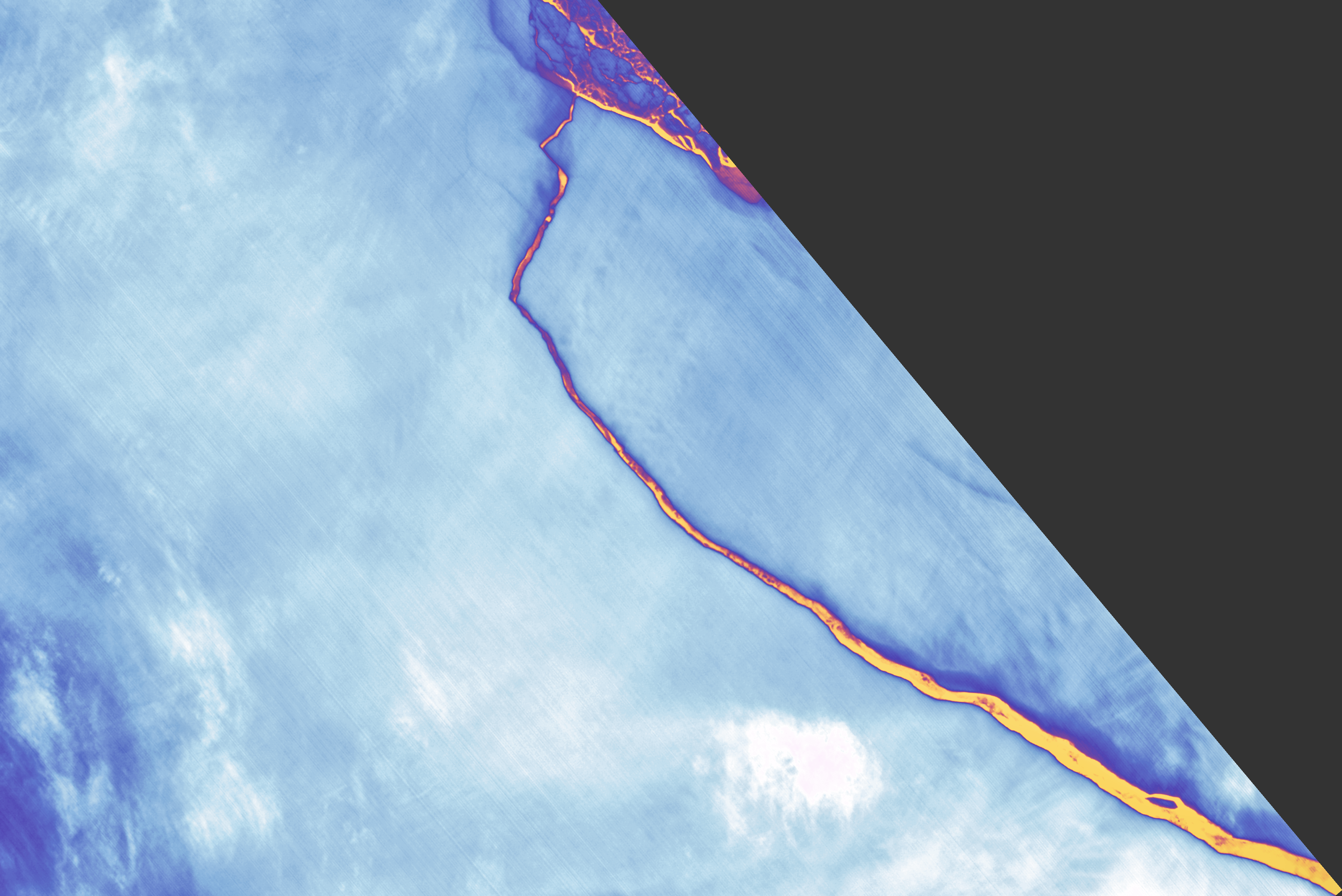
Iceberg A-68 el 12 de julio de 2017
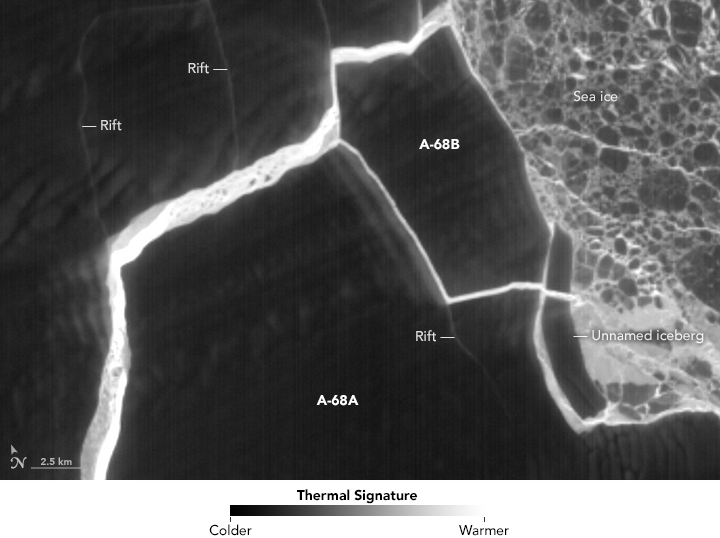
Close-up al Iceberg A-68 el 20 de Julio de 2017